# Protaetia purpureipes
Protaetia purpureipes är en skalbaggsart som beskrevs av Matsumura 1911. Protaetia purpureipes ingår i släktet Protaetia och familjen Cetoniidae. Inga underarter finns listade i Catalogue of Life.